# Марија Шестак
Марија Шестак (рођена Мартиновић) (Крагујевац, СР Србија, СФРЈ; 17. април 1979) словеначка је атлетичарка чија су специјалност скок удаљ и троскок.
Након удаје за словеначког атлетичара Матију Шестака узела је словеначко држављанство 13. јула 2006.
Лични рекорд у троскоку остварила је у Атини, 13. фебруара 2008, скоком од 15,08 метара. То је уједно и национални рекорд Словеније. Овим скоком поправила је свој дотадашњи рекорд од 14,92 метра од 3. јуна 2007. остварен у Лозани, којим је надмашила дотадашњи рекорд Ање Валент од 14,69 метара, постигнут 4. јула 2000. у Каламати.
Као девојка, Марија Шестак, је као Марија Мартиновић наступала за Југославију и троскоком од 14,06 метра поставила тадашњи национални рекорд Србије 14. јула 2000. у Бањској Бистрици.
Марија је висока 1,78 м, а има 56 кг.

## Значајнији резултати
| Год.                                | Такмичење                           | Место                               | Пласман                             | Резултат                            |
| СР Југославија / Србија и Црна Гора | СР Југославија / Србија и Црна Гора | СР Југославија / Србија и Црна Гора | СР Југославија / Србија и Црна Гора | СР Југославија / Србија и Црна Гора |
| ----------------------------------- | ----------------------------------- | ----------------------------------- | ----------------------------------- | ----------------------------------- |
| 1998                                | Светско јуниорско првенство         | Анси, Француска                     | 3                                   | 13,47                               |
| 1998                                | Европско првенство у дворани        | Беч, Аустрија                       | 6                                   | 14,00                               |
| Словенија                           |                                     |                                     |                                     |                                     |
| 2006                                | Светско атлетско финале             | Штутгарт, Немачка                   | 5                                   | 14,31                               |
| 2007                                | Светско првенство                   | Осака, Јапан                        | 3                                   | 14,72                               |
| 2008                                | Светско првенство у дворани         | Валенсија, Шпанија                  | 3                                   | 14,68                               |
| 2008                                | Олимпијске игре                     | Пекинг, Кина                        | 6                                   | 15,03                               |
| 2008                                | Светско атлетско финале             | Штутгарт, Немачка                   | 3                                   | 14,63                               |
| 2009                                | Европско првенство у дворани        | Торино, Италија                     | 2                                   | 14,60                               |
| 2009                                | Светско првенство                   | Берлин, Немачка                     | 25                                  | 13,69                               |
| 2011                                | Светско првенство                   | Тегу, Јужна Кореја                  | 21                                  | 13,87                               |
| 2012                                | Светско првенство у дворани         | Истанбул, Турска                    | 9                                   | 14.05                               |
| 2012                                | Олимпијске игре                     | Лондон, Кина                        | 6                                   | 13.98                               |

### Лични рекорди
- на отвореном:

скок удаљ — 6,58 м 26. јун 2007. Валенсија, Шпанија
троскок — 15,03 м 17. август 2008, Пекинг, Кина
- у дворани

скок удаљ — 6,59 м 26. јануар 2007, Будимпешта, Мађарска
троскок — 15,08 м 13. фебруар 2008, Peanía, Грчка